# Carl Ludwig Frommel

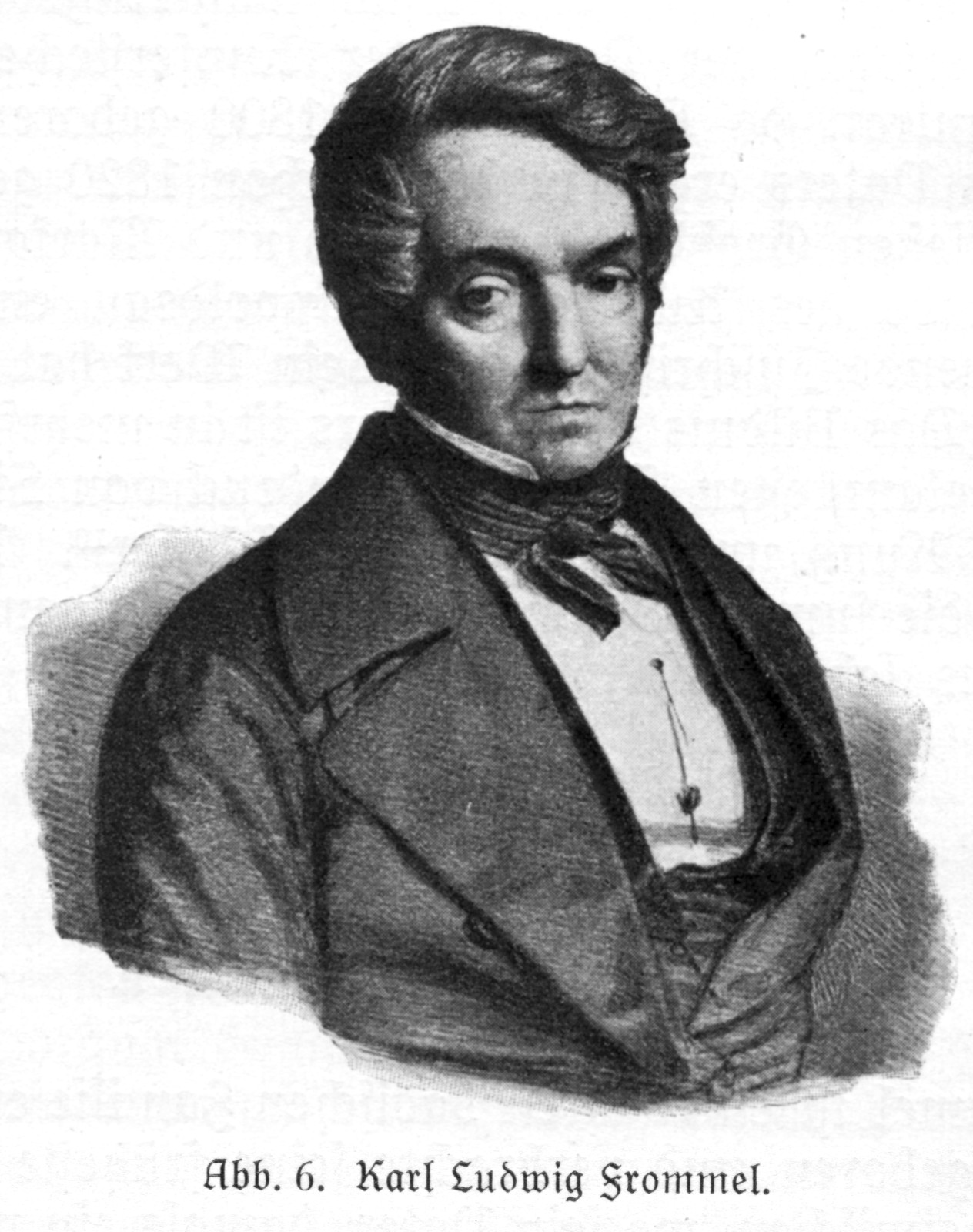
Bildnis von Carl Ludwig Frommel

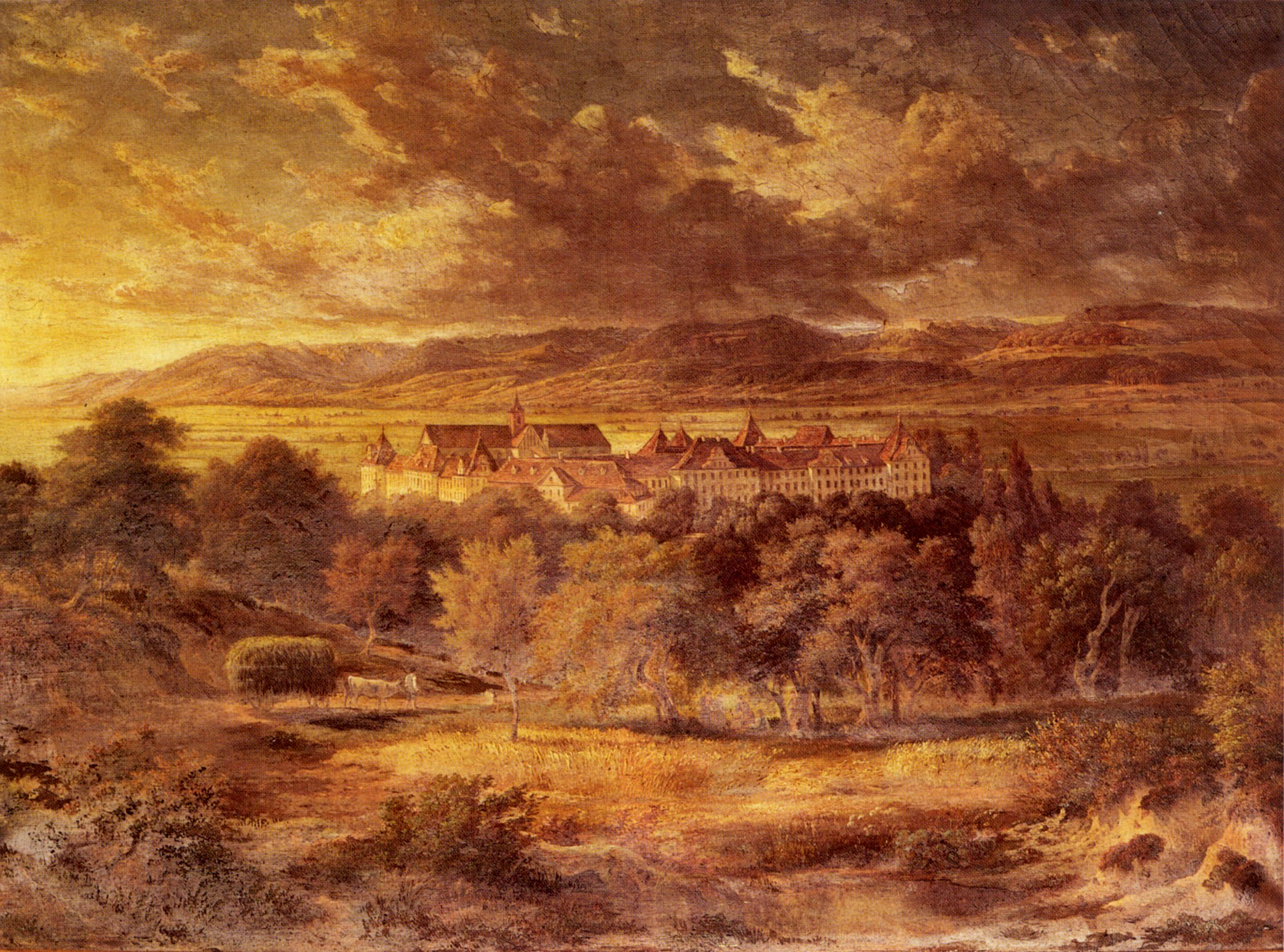
Carl Ludwig Frommel: Schloss Salem, nach 1807

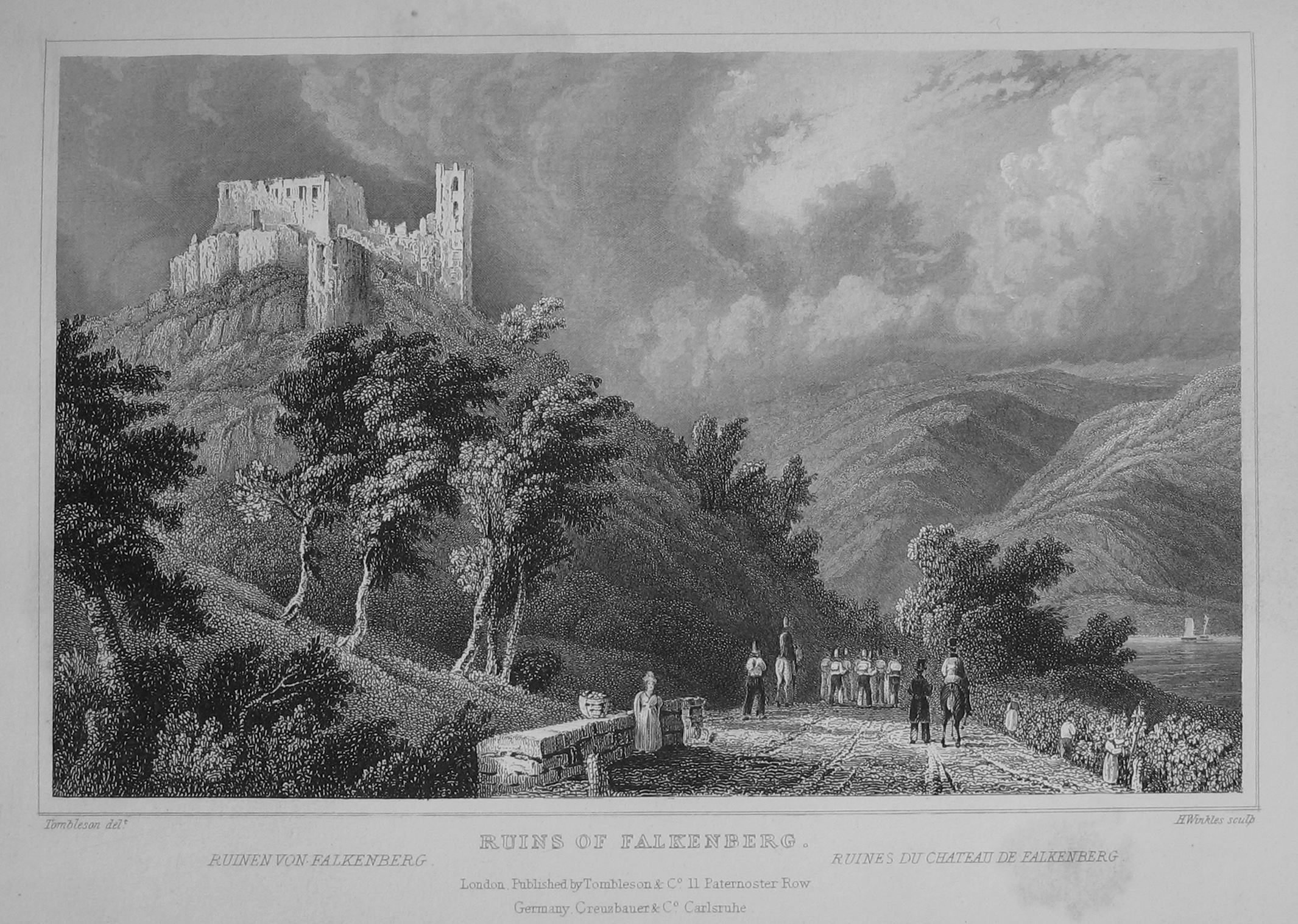
Verbindungen London – Karlsruhe: Stich von H. Winkles sculp, veröffentlicht 1832 in London von Tombleson & Co.; in Karlsruhe von Creuzbauer & Co.

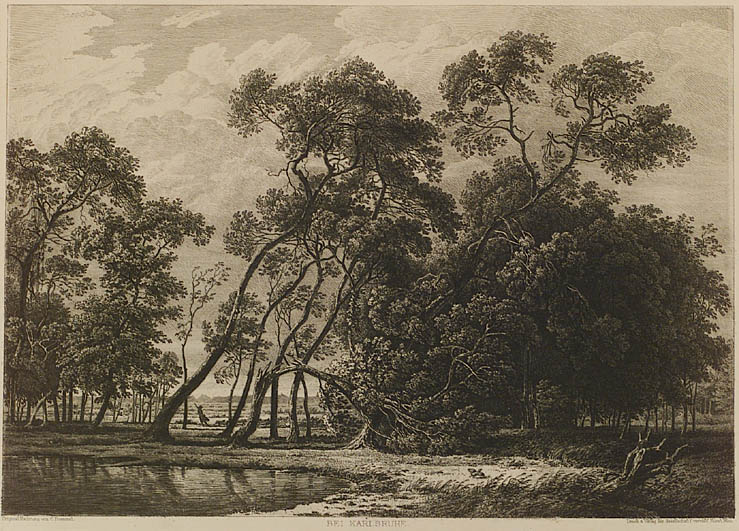
Bei Karlsruhe

Carl Ludwig Frommel (* 29. April 1789 auf Schloss Birkenfeld; † 6. Februar 1863 in Ispringen bei Pforzheim, Baden) war ein deutscher Zeichner, Maler, Radierer, Kupfer- und Stahlstecher, der vor allem für seine Landschaftsbilder bekannt war.

## Leben
Carl Ludwig Frommel wird als drittes Kind des Landbaumeisters und Architekten Wilhelm Frommel (1759–1837) und der Sophia Magdalena Schneider (1766–1804) geboren.
Er studierte ab 1805 Malerei und Kupferstich in Karlsruhe. Seine Lehrer waren Philipp Jakob Becker und der Hofkupferstecher Christian Haldenwang. 1809 reiste er nach Paris. Kaiserin Joséphine gab ihm dort den Auftrag zu einem zwölfteiligen Zyklus von großformatigen Landschafts-Aquarellen.
Ab 1812 hielt sich Frommel in Italien auf. Bis 1817 lebte er in Rom, wo er sich im Umfeld der Nazarener bewegte. Mit den aufstrebenden jungen Architekten Friedrich von Gärtner und Joseph Daniel Ohlmüller bereiste er Sizilien. Seine Malerfreunde Ferdinand und Friedrich Olivier, Johann Christian Rist und Julius Schnorr von Carolsfeld begleitete er im Sommer 1817 auf einer Reise durch das Salzburger Land. Anschließend kehrte Frommel nach Karlsruhe zurück.
Nach seiner Rückkehr wurde er mit 28 Jahren in Karlsruhe zum Professor der Malerei und Kupferstechkunst ernannt. Der 1818 gegründete Kunst und Industrieverein für das Großherzogtum Baden zählte Frommel zu seinen Gründungsmitgliedern.
Bei einem Studienaufenthalt in London 1824 eignete sich Frommel die neuartige Technik des Stahlstichs an: 1820 hatte Charles Heath in England erstmals illustrierende Stahlstiche veröffentlicht, die sich dort bereits großer Beliebtheit erfreuten. Nach seiner Rückkehr eröffnete Frommel zusammen mit dem Engländer Henry Winkles, der auch für William Tombleson (ebenfalls London) arbeitete, 1824 in Karlsruhe ein Atelier für Stahlstecher, das erste seiner Art in Deutschland.
Am 19. April 1826 heiratete er (in 2. Ehe) in Straßburg Jeanne Henriette Gambs (1801–1865), sie wurde Mutter der unten genannten Söhne. Ihr Vater war der Pfarrer Christian Carl Gambs.
Von 1829 – in jenem Jahr lernte Johann Poppel bei ihm die Kunst des Stahlstechens – bis zu seinem altersbedingten Rücktritt 1858 war Frommel zudem Direktor der Großherzoglichen Gemäldegalerie. Unter seiner Leitung entstand der Neubau der modernen Staatlichen Kunsthalle (geplant von Heinrich Hübsch, fertiggestellt 1847). Nach seiner Pensionierung zog er sich nach Baden-Baden zurück.

## Familie
Carl Ludwig Frommel hatte einen Adoptivsohn und drei leibliche Söhne:
- Karl Lindemann-Frommel (1819–1891), Maler
- Emil Frommel (1828–1896), Protestantischer Pfarrer, Schriftsteller und Hofprediger Kaiser Wilhelms II.
  - Otto Frommel (1862–1930), Theologe und Botschaftsprediger in Rom
- Max Frommel (1830–1890), Theologe und Pfarrer der Altlutheranischen Gemeinde in Ispringen
- Otto Frommel (1835–1861), Maler

Weitere Verwandte:
Onkel Eduard Frommel (1761–1824), Oberrevisor in Karlsruhe, Vater von:
- Wilhelm Ludwig Frommel (1795–1869), Pfarrer, Dekan in Pforzheim; Vater von:
  - Wilhelm Christoph Frommel (1829–1896), Pfarrer, Gründer der Kapellengemeinde in Heidelberg; Vater von:
    - Otto Frommel (1871–1951), Lyriker und Theologe; Neffe 3. Grades von Emil Frommel; Vater von:
      - Wolfgang Frommel (1902–1986), Schriftsteller
      - Gerhard Frommel (1906–1984), Komponist

## Werke

Pittoreskes Italien, 1840

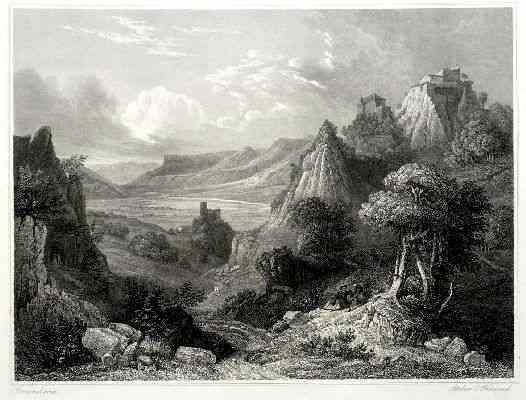
Landschaft bei Meran

Carl Ludwig Frommel produzierte hauptsächlich Landschaftsbilder.
Ein wichtiger Teil seiner Arbeit sind Ansichten von Landschaften und Baudenkmälern in seiner Wahlheimat Baden, von denen viele zum ersten Mal in populären bildlichen Darstellungen erschienen:
- Carlsruhe in malerischen Ansichten / von C. Frommel. Nebst historisch-topographischer Beschreibung von A. Schreiber / Carlsruhe 1827 (Nachdruck 1983: ISBN 3-7650-9021-2)
- 50 Bilder zu Vergils Aeneide / Gest. unter d. Leitg v. C Frommel / Aug. Klose und C. Frommel / Carlsruhe 1828
- 30 Bilder zu Horazens Werken / Gest. unter d. Leitg v. C Frommel nach Zeichngn v. Catel, Frommel etc. /  Carlsruhe, Kunstverlag, um 1830
- Das malerische und romantische Rheinland: Stiche zu Karl Simrocks gleichnamigen Werk; Von den Originalen Platten gedruckt; mehrteiliges Werk aus 3 Mappen von C. Frommel, T. Verhas und Alt, Leipzig (ohne Jahr), laut DNB[4] um 1840 (Nachdruck 1975: ISBN 3-487-08100-8)
- Baden und seine Umgebungen in malerischen Ansichten / von Professor Frommel. Mit einer historisch-topographischen Beschreibung von Hofrath Schreiber; Marx; Karlsruhe, Baden; 1843 (Nachdruck 1979: ISBN 3-88379-098-2)

Beliebt waren Frommels romantische Veduten von Griechenland und Italien, die zu dieser Zeit Inbegriff bürgerlicher Sehnsüchte waren. Meyers Konversationslexikon von 1888 urteilt über Frommels Werk:
„Seine Landschaften sind gefühlvoll aufgefaßt, voll Anmut und zarten Duftes. (...) Seine Stiche zeichnen sich durch charakteristische Auffassung und kräftige und dabei gleichwohl zarte Ausführung aus. Die besten sind: Ariccia bei Rom, Blick von der Villa d’Este aus Tivoli, eine Landschaft mit Ziegen und flötenden Hirten (nach Claude Lorrain), Ansicht des Vesuvs von den Elysäischen Feldern aus, Ansicht des Ätna von Taormina aus, sechs Originalradierungen: Landschaften mit Staffage.“